# Cecarria
Cecarria é um género monotípico da família Loranthaceae. A única espécie é Cecarria obtusifolia, um arbusto hemiparasitário.

## Distribuição e habitat
Cecarria obtusifolia habita nas Filipinas, Nova Guiné, Ilhas Salomão e na Península de Cape York, Queensland, Austrália, e também nas Ilhas Lesser Sunda e Bougainville (Nova Guiné). Pensa-se que o género seja uma entidade Gondwanan relictual.

## Conservação
É considerado "Não Ameaçado" (NT) em Queensland sob o Nature Conservation Act 1992 de Queensland.